# Ліснувко
Ліснувко (пол. Lisnówko, нім. Klein Leistenau) — село в Польщі, у гміні Свеці-над-Осою Ґрудзьондзького повіту Куявсько-Поморського воєводства.
Населення — 362 особи (2011).
У 1975-1998 роках село належало до Торунського воєводства.

## Демографія
Демографічна структура станом на 31 березня 2011 року:
|          | Загалом | Допрацездатний вік | Працездатний вік | Постпрацездатний вік |
| -------- | ------- | ------------------ | ---------------- | -------------------- |
| Чоловіки | 183     | 45                 | 128              | 10                   |
| Жінки    | 179     | 50                 | 101              | 28                   |
| Разом    | 362     | 95                 | 229              | 38                   |